# كورتيس غريفز
كورتيس غريفز هو مصور وسياسي أمريكي، ولد في 26 أغسطس 1938 في نيو أورلينز في الولايات المتحدة. نشط حزبياً في الحزب الديمقراطي. وقد انتخب عضو مجلس نواب تكساس ‏.